# إسحاق جي. بيري
إسحاق جي. بيري (بالإنجليزية: Isaac G. Perry) هو مهندس معماري أمريكي، ولد في 1822، وتوفي في 1904.